# Strafpark
Strafpark (Original: Punishment Park) ist ein US-amerikanischer Science-Fiction-Film von Peter Watkins aus dem Jahr 1971. Die mittels dokumentarischer Stilmittel inszenierte Mockumentary schildert eine USA der nahen Zukunft, in der politische Gegner vorbeugend in Haft genommen und vor die Wahl gestellt werden, langjährige Haftstrafen zu verbüßen oder an einem Wettlauf gegen Sicherheitskräfte in einem „Strafpark“ teilzunehmen.
Der Film wurde bei seinem Erscheinen kontrovers diskutiert und nur in begrenztem Rahmen in den Kinos gezeigt. Filmhistoriker positionierten Strafpark rückblickend als Vertreter des politischen Kinos der späten 1960er und frühen 1970er Jahre neben Filmen wie Medium Cool, Ice und Zabriskie Point.
Für Watkins, der bereits mit der Mockumentary Privileg (1971) und dem Kurzfilm The War Game (1965) politische Statements abgegeben hatte, war Strafpark mehr als nur eine Metapher für die sozialen und politischen Missstände in den USA. Die Dystopie sollte auch den Rassismus der Polizeibeamten illustrieren und die Militäraktionen in Südostasien thematisieren, da Watkins der Ansicht war, diese Probleme würden im Bildungssystem und von den Medien vernachlässigt.

## Handlung
In der nahen Zukunft: Der Vietnamkrieg ist eskaliert, Südkoreas Hauptstadt Seoul wurde unter Beschuss genommen, die Sowjetunion zieht U-Boote vor Kuba zusammen. Als „vorbeugende Maßnahme“ gegen mögliche zukünftige Sabotageakte erlässt der US-Präsident auf Grundlage des McCarran Internal Security Act eine Reihe von Notstandsgesetzen, zu denen die Internierung von Kriegsgegnern und politischen Aktivisten gehört. Diese werden in Gruppen zusammengefasst und zur schnellen Aburteilung vor Tribunale gestellt, die zur Verhängung von langjährigen Haftstrafen ermächtigt sind. Die Verurteilten erhalten die Chance, statt ihrer Haftstrafe zu einem Wettlauf in einem „Strafpark“ anzutreten: Die Teilnehmer müssen, unter Verzicht auf Wasser und Nahrung, innerhalb dreier Tage eine 50 Meilen (~80 km) entfernte, in der Wüste aufgestellte amerikanische Flagge erreichen, verfolgt von der Polizei und Mitgliedern der Nationalgarde. Denjenigen, die im vorgegebenen Zeitraum das Ziel erreichen, wird eine Amnestie in Aussicht gestellt.
Zwei Kamerateams aus Großbritannien und Westdeutschland erhalten die Erlaubnis, in einem Strafpark im Südwesten der USA zu filmen. Während Gruppe 638 vor einem Tribunal vernommen wird, hat Gruppe 637 bereits ihren Weg angetreten. Im Laufe der Filmaufnahmen (die vom Leiter des britischen Teams kommentiert werden) erfährt der Zuschauer, dass der eigentliche Zweck der Strafparks das Training von Sicherheitskräften im Umgang mit gewalttätigen Demonstranten ist. Nachdem sich die versprochene Versorgung mit Trinkwasser auf halber Strecke als Lüge entpuppt hat, kommt es zu wiederholten blutigen Zusammenstößen und Lynchmorden zwischen Gruppe 637 und ihren Verfolgern. Als die verbliebenen Mitglieder der Gruppe das Ziel erreichen, werden sie bereits von Polizisten erwartet, um verhaftet zu werden: Die versprochene Amnestie war nie eine Option. Ein Mann greift aus Wut die Beamten an, die daraufhin ihn und seine Begleiter vor laufender Kamera niederschlagen. Währenddessen hat das Tribunal die Angeklagten aus Gruppe 638 zu drakonischen Haftstrafen verurteilt. Vor die Wahl gestellt, entscheiden auch sie sich für den Weg durch den Strafpark.

## Hintergrund

### Produktion
1969 hielt sich der Brite Peter Watkins in den USA auf, um für eine Tochtergesellschaft der Filmproduktionsgesellschaft Columbia Pictures eine Trilogie über den Amerikanischen Unabhängigkeitskrieg, den Amerikanischen Bürgerkrieg und die Kriege gegen indianische Einheimische im Rahmen der Kolonisation Amerikas zu drehen. Da das Projekt sich zerschlug, plante Watkins, die USA wieder zu verlassen. Angesichts des Kent-State-Massakers beschloss Watkins jedoch, zu bleiben. Zunächst plante er, unterstützt von Susan Martin, der Produzentin der nicht realisierten Trilogie, einen dokumentarischen Spielfilm über die Chicago Seven. Während seiner Begegnungen mit jungen politischen Aktivisten im Laufe des Castings, und nachdem er auf den McCarran Internal Security Act gestoßen war, kam Watkins die Idee für Strafpark.
Wie bei Watkins üblich, bestand die Besetzung aus Laien- und unbekannten Nachwuchsdarstellern. So waren einige der im Film gezeigten Polizisten tatsächlich Mitglieder von Polizei oder Wachmannschaften, und obwohl einige der Angeklagten auf realen Vorbildern basierten (Charles Robbins auf Bobby Seale oder Nancy Jane Smith auf Joan Baez), äußerten die Darsteller in ihren improvisierten Dialogen ihre persönlichen Ansichten. Die Mitglieder des Tribunals wurden von Vertretern konservativer Ansichten gespielt, wenngleich diese nicht die zum Teil ultrarechten Auffassungen des Ausschusses teilten. Zwar existierte zu Strafpark ein detailliertes Script, aber Watkins entschied sich bald, in einem noch größeren Umfang als in seinen vorherigen Filmen die Darsteller improvisieren zu lassen, um einen möglichst spontanen und authentischen Eindruck ihrer frei geäußerten Sichtweisen einfangen zu können. Zudem verzichtete er auf Proben, wenngleich einige Darsteller der Tribunalsmitglieder mit einem vorgegebenen Text arbeiteten.
Kamerafrau Joan Churchill stieß auf Empfehlung des Dekans der University of California zum Team. Gedreht wurde mit einer Éclair NPR 16-mm-Kamera, bei deren Sonderausstattung, wie einem exklusiv angefertigten Schulterstativ, sich Churchill von Kameraveteran Haskell Wexler beraten ließ.
Strafpark entstand innerhalb dreier Wochen im August und September 1970 im El Mirage Lake in der Mojave-Wüste, Kalifornien. Anschließend montierten Watkins und sein Co-Editor Terry Hodel den fertigen Film aus 58.000 Fuß (ca. 27 Stunden) belichtetem Filmmaterial. Für die Vertonung konnte Watkins den namhaften Jazzmusiker Paul Motian gewinnen, dessen Aufnahmen er zum Teil stark verfremdete. Das Budget betrug, inklusive eines Blow-up von 16-mm- auf 35-mm-Film, 95.000 US-Dollar.
Aufgrund der extremen Drehbedingungen in der Wüste und Spannungen innerhalb des Teams kam es zu einem ungeplanten Zwischenfall: Beim Drehen einer Szene, in der Dissidenten Schüssen von Nationalgardisten zum Opfer fallen, bewarfen Darsteller der verfolgten Gruppe die Gardisten mit Steinen. Diese eröffneten ohne vorherige Regieanweisung das Feuer, woraufhin zwei Akteure sich spontan zu Boden fallen ließen. Watkins, überzeugt, diese seien durch ein Versehen echten Patronen zum Opfer gefallen, rief schockiert „Schnitt! Schnitt!“, bevor er die wirkliche Situation erkannte. Die Szene wurde, mitsamt Watkins’ hörbarer Reaktion, im Film verwendet.
Kurz nach Ende der Dreharbeiten wurde einer der Schauspieler (Stan Armsted) wegen Angriffs auf einen Polizisten und Beteiligung an einem Sprengstoffanschlag angeklagt und verurteilt, ein Umstand, auf den Watkins im Abspann des Films hinwies.

### Verweise im Film

#### McCarran Internal Security Act
Der McCarran Internal Security Act, eigentlich schlicht Internal Security Act oder Emergency Detention Act, ist Teil des Rechts der Vereinigten Staaten und wurde 1950 auf Initiative des demokratischen Senators Pat McCarran gegen das Veto des (ebenfalls demokratischen) Präsidenten Harry S. Truman erlassen. Das ausdrücklich der Bekämpfung des Kommunismus auf amerikanischem Boden dienende Gesetz gestattete unter anderem die Festnahme und Verwahrung von Personen, bei denen „berechtigter Grund zur Annahme besteht, dass diese allein oder im Rahmen einer Verschwörung mit anderen Spionage oder Sabotage betreiben werden“. Präsident Truman begründete sein Veto unter anderem mit der Feststellung, das Gesetz sei eine „Gefahr für die Rede-, Presse- und Versammlungsfreiheit“. Der Kongress genehmigte die Errichtung von sechs Verwahrungslagern („detention camps“), die aber nicht zu diesem Zweck genutzt wurden. In späteren Jahren wurden Teile des Gesetzes aufgehoben, so im September 1971 im Rahmen des Non-Detention Act.

#### Hitler-Zitat
Kurz vor dem Ende des Films verliest der Pflichtverteidiger der Angeklagten ein Zitat zur Notwendigkeit der Durchsetzung der Sicherheitsinteressen des Staates. Nach der Verlesung fügt er hinzu, diese Worte stammten keineswegs, wie man annehmen könnte, vom Präsidenten der Vereinigten Staaten, sondern von Adolf Hitler. Wie die Autoren Paul F. Boller Jr. und John George darlegten, handelt es sich bei dieser Zuweisung um einen Irrtum. Die vermeintliche Hitler-Rede wurde in den USA der 1960er Jahre häufig im Zusammenhang mit politischen Veranstaltungen zitiert und fand ebenfalls Verwendung in dem Film Billy Jack (1971).

### Filmstart
Strafpark lief 1971 im Rahmen der Internationalen Filmfestspiele von Cannes (außerhalb des Wettbewerbs), auf dem Atlanta Film Festival, dem San Francisco International Film Festival und dem New York Film Festival. Der Film wurde kurz im Murray Hill Cinema, New York, und in San Francisco gezeigt, erfuhr jedoch keine reguläre Kinoauswertung oder TV-Ausstrahlung in den USA. In Großbritannien wurde Strafpark erstmals im Februar 1972 in London aufgeführt und auf 16-mm-Kopien vertrieben. Im Oktober 1971 wurde der Film auf dem Internationalen Filmfestival Mannheim-Heidelberg gezeigt. 1980 startete der Film in der Bundesrepublik Deutschland in einer untertitelten Originalfassung.

## Analyse

### Kontroverse
Nach Watkins’ Aussage fiel nicht nur das Kritikerurteil in den USA vielfach „feindselig“ aus, auch das Publikum reagierte bei Vorführungen zum Teil mit schroffer Ablehnung. So sei ihm bei einer Vorführung in einem College lautstark der Pessimismus seiner Zukunftsvision vorgehalten worden. Watkins bezeichnete die gezeigten Strafparks als Metapher für die sozialen und politischen Zustände in den USA, verwies aber auch auf die Parallelen zu tatsächlichen Vorkommnissen wie rassistisch motivierte Angriffe seitens der Polizei oder massiver außenpolitischer Aggression in Südostasien. Als bedenklich bewertete Watkins die „vollständige Leugnung“ dieser Tatsachen seitens der amerikanischen Medien und des dortigen Erziehungssystems. Gleichzeitig betonte er, dass er den Film nicht als antiamerikanisch verstehe: „Das Problem der […] Unterdrückung von Entwürfen von alternativen Gesellschaftsmodellen [ist] nicht auf die USA der 1970er Jahre beschränkt […] sondern bleibt auch heutzutage ein drängendes Problem, überall auf der Welt.“ In der Pressemappe zum Film formulierte er dessen Zeitlosigkeit: „Strafpark spielt morgen, gestern oder fünf Jahre in der Zukunft.“
Ein weiterer häufig anzutreffender Kritikpunkt, so Watkins-Biograf Joseph A. Gomez, sei die Eindimensionalität der Figuren. Diese sei jedoch zumindest in Teilen den extremen Umständen geschuldet, in denen sich diese befänden (einer Verhörsituation bzw. einer Hetzjagd). „Man kann nicht allzuviel Tiefe erwarten, wenn sich Personen gegenseitig anschreien und sich dabei klischeehafte politische Rhetorik an den Kopf werfen.“ Die Charaktere repräsentierten „unterschiedlichste intellektuelle Positionen“. Zum Vorwurf der „Parteilichkeit“ und „Polemik“ meinte Gomez: „Hier werden keine Charaktere oder politische Standpunkte verherrlicht, keine Alternativen propagiert, keine oberflächlichen Lösungen angeboten“. Dem stünde schon die heterogene Zusammensetzung der Angeklagten aus Militanten, „Semi-Militanten“ (Watkins) und Pazifisten entgegen.
Das Fehlen sympathischer Identifikationsfiguren und die Fortdauer der gezeigten Missstände diente auch Scott MacDonald im Fachblatt Film Criticism als Erklärungsversuch, warum Punishment Park vom Publikum nicht angenommen werde, im Gegensatz zu erfolgreichen politischen Filmen wie Die Unbestechlichen und Mr. Smith geht nach Washington.

### Thematik
Schon in Watkins Vorgängerfilm Gladiatorerna (1968) steht ein Wettlauf um Leben und Tod im Zentrum der Handlung. In Gladiatorerna schicken die Vertreter der Großmächte, statt gegeneinander Kriege zu führen, jeweils eine Handvoll Soldaten in ein abgestecktes Gebiet, wo diese unter Einsatz ihres Lebens einen vorgegebenen Zielort erreichen müssen. Auch hier werden die Teilnehmer von Kameras beobachtet, denn das gezeigte „Friedensspiel“ ist ein Medienereignis mit höchsten Einschaltquoten. Die zwiespältige Rolle der Medien wird in Strafpark erneut thematisiert: Nach der brutalen Attacke der Polizei gegen die letzten verbliebenen Strafpark-Kandidaten kommt es zu einer verbalen Auseinandersetzung zwischen dem Leiter des britischen Kamerateams und den Polizisten. Diese kontern die gegen sie erhobenen Vorwürfe, dass das Filmteam nur aus monetären Interessen zugegen wäre und zu keinem Zeitpunkt den Verletzten geholfen hätte. „Watkins bezieht klar Position gegen Unterdrückung, gegen Brutalisierung [und] dem Mangel an Mitgefühl in unserer Gesellschaft.“ (Joseph A. Gomez)
Mit Strafpark begann Watkins, die traditionellen erzählerischen Formen audiovisueller Medien hinter sich zu lassen, die er später als „Monoform“ bezeichnete. In Strafpark, so Watkins, komme eine Verbindung aus Realismus und Expressionismus zum Tragen, die zwar auf der einen Seite noch mit gewohnten filmischen Strukturen arbeite, diese aber durch die Art des Einsatzes von Musik und Dialogen aufbreche. Eine weitere Ambiguität bestände etwa in der dokumentarischen Umsetzung einer fiktiven Situation. Diese stieß durchaus auf Widerspruch: Kein Umstand, gleichgültig wie wahrhaftig, kritisierte Margaret Hinxman vom Sunday Telegraph, könne entschuldigen, dass es möglich sei, „etwas im Stile einer Tatsache abzubilden, was nicht hundertprozentige Tatsache ist“. Gomez stellte in seiner Watkins-Biografie die rhetorische Gegenfrage, ob eine Dokumentation tatsächlich die objektive Präsentation einer Tatsache darstelle, oder ob nicht schon die Anwesenheit einer Kamera das Ereignis verändere. Watkins selbst äußerte sich unmissverständlich: „Jeder audiovisuelle Akt ist ein Akt der Fiktion.“
Als weiteren mehrdeutigen, die starren Strukturen des Mediums auflösenden Aspekt nannte Watkins die Wandlung des Filmteams vom nüchtern kommentierenden, „gottgleichen“ (Watkins) Beobachter zum im Finale sich in das Geschehen einmischenden Protagonisten. „Dieser Zerfall der distanzierten Betrachtung […] verschafft dem zugrunde liegenden ethischen Konflikt des Films eine wahrhaft provokative Dimension […] Rückblickend erhalten alle Bilder des Films einen problematischen statt eines (durch die Distanzhaltung des Autors) nicht hinterfragten Status.“ (George W. Brandt: British Television Drama)

### Paralleldiskurse und Nachwirkung
Seit Anfang der 2000er Jahre wurde, angesichts von Einrichtungen wie den Gefangenenlagern in Guantanamo, in Artikeln wiederholt auf die neu gewonnene Aktualität von Watkins Film’ hingewiesen. Eine filmgeschichtliche Nachwirkung von Strafpark wurde von Filmhistorikern nicht ausgemacht. Stattdessen wurde er häufig im Zusammenhang mit Haskell Wexlers Medium Cool und Robert Kramers Ice als selten gezeigtes Schlüsselwerk des politisch radikalen Films der späten 1960er und frühen 1970er Jahre genannt. Medium Cool verknüpft seine Geschichte mit den Unruhen während des Parteitags der Demokraten in Chicago 1968, Ice begleitet eine Gruppe von Untergrundkämpfern in einem totalitären Amerika der nahen Zukunft. Beide Filme bedienen sich wie Watkins der Mittel des Dokumentarfilms.
In A Critical Cinema: Interviews with Independent Filmmakers zählte Scott MacDonald Strafpark neben u. a. Jim McBrides David Holzmans Tagebuch (1967) zu einer Reihe von Filmen der 1960er Jahre, die die Dokumentarfilmschule des Cinéma vérité einer kritischen Betrachtung unterzogen. Auch Gary Giddins verankerte Strafpark in seiner Entstehungszeit und nannte ihn, neben den Filmen von Vilgot Sjöman und Michelangelo Antonionis Zabriskie Point, ein Abbild seiner Ära, das „ehrlicher“ sei als etwa Alice’s Restaurant oder Easy Rider, denen er Sentimentalisierung und Romantisierung vorwarf.
Kamerafrau Joan Churchill erhielt aufgrund ihrer Arbeit an Strafpark Nachfolgeangebote für Konzertfilme oder Dokumentationen wie Soldier Girls, Produzentin Susan Martin arbeitete später u. a. als Editorin bei dem umstrittenen Vietnam-Dokumentarfilm Hearts & Minds (1974). Watkins drehte nach Strafpark keinen weiteren Film in den USA. Sein nächster Film, Edvard Munch (1974), entstand in Norwegen.

## Rezeption

### Kritiken
Strafpark stieß zum Filmstart zwar zum Teil auf heftige Ablehnung, erhielt aber auch wohlwollende Besprechungen.
Das Urteil in den USA fiel sehr gemischt aus. Vincent Canby von der New York Times griff den Film scharf an: „Ein Film von solch unverhüllter, fehlorientierter Selbstsicherheit, dass man die hysterischen ersten zehn Minuten durchsitzt, bis man begreift, dass man es im Grunde mit dem in Erfüllung gegangenen Traum eines Masochisten zu tun hat.“ Im New York Magazine stellte Judith Christ verärgert fest, dass man Watkins gestatte, „die USA zum komplett faschistischen Staat zu erklären“, und sprach von einem „anstößigen“ Film, in dem „niemand einen originellen oder positiven Gedanken äußert“. Michael Kerbel von der Village Voice störte sich weniger am Inhalt als an der Präsentation: „Es ist nicht [Watkins’] Wahrnehmung der Gefahren, gegen die man Einwände haben kann, sondern die Art und Weise wie er diese präsentiert […] Seine Filme arbeiten wie hysterische Exploitation, nicht wie seriöse Untersuchungen.“ Dennoch kam er zu einem positiven Resümee: „Dieser Film drückt genau das aus, was in diesem Land passiert.“ Die Rezension im San Francisco Chronicle fiel positiv aus: „Eine Anklage von verheerender Wirkung, ein Drama, das einen erstarren, und eine Voraussage, die einen erschauern lässt. Polemisch, ohne Frage, aber […] Watkins hat einen tief verstörenden Film geschaffen.“ Die US-Ausgabe des Rolling Stone wählte Strafpark zu den zehn besten Filmen des Jahres.
In Watkins’ Heimat Großbritannien polemisierte The Sun: „Propagandist Peter Watkins treibt hilflos in seinen jede Hoffnung entbehrenden Gedankengängen.“ Andere Kritiker, u. a. der Sunday Times und des Listener, würdigten das ernsthafte Anliegen oder die Plausibilität des Films, sahen aber das Ergebnis durch die Machart in seiner Wirkung geschwächt. Auch The Observer bezeichnete den Film als „hysterisch und besessen“, aber auch als „durchdacht“, und kam zu dem Schluss: „Jeder denkende Mensch sollte ihn sich ansehen.“ Der Scotsman lobte Strafpark ohne Einschränkung als „schonungslos, kompromisslos und brillant“. Rückblickend kam selbst die politisch rechte Boulevardzeitung Daily Mail zu dem Ergebnis: „Vor einigen Jahren haben wir den Film als Hirngespinst eines kranken Geistes abgetan. Heutzutage sind seine dokumentarischen Untertöne auf schreckliche Weise real.“
Auf das Genre des Science-Fiction-Films spezialisierte Kritiker und Filmhistoriker bewerteten den Film ebenfalls unterschiedlich. Während Alan Frank ihn im Science Fiction and Fantasy Film Handbook als „langweilig, schrill und beinahe unansehbar“ bezeichnete, lobte die Aurum Film Encyclopedia Strafpark als die neben The War Game „gelungenste von Watkins’ Untersuchungen der Gegenwart mittels Rekonstruktionen der Zukunft […] eine kraftvolle und verzweifelte, wenngleich gelegentlich verworrene Anklage gegen mögliche Unterdrückung in Amerika.“
In Deutschland urteilte die katholische Stimmen der Zeit: „Punishment Park kann man als böswillige Utopie abtun, man kann ihn aber auch sehr ernsthaft einen Alptraum des heutigen Amerika nennen.“ Das Lexikon des internationalen Films sah eine „brillant inszenierte Schein-Reportage“ und „eine Attacke gegen faschistische Tendenzen in den USA – eine sachlich überzogene, aber als Psychogramm sehr überzeugende Fabel.“ Die Zeit befand 2006, der Film passe „gut in gängige Wahrnehmungsmuster: Schließlich drängt sich schon seit dem 11. September der Gedanke auf, dass die Realität Filmfantasien inszeniert und nicht umgekehrt. Doch bei Punishment Park ebnet die verblüffende Ähnlichkeit der Bilder die dahinter liegenden Unterschiede ein. Der Film bleibt vor allem ein historisches Dokument über die 68er-Revolte.“

### Auszeichnungen
- Preis für die beste Regie an Peter Watkins auf dem Atlanta Film Festival, 1971[5]

## DVD-/Blu-ray-Veröffentlichungen
Strafpark ist in den USA und Frankreich auf DVD, in Großbritannien und Deutschland auf DVD und Blu-ray Disc erhältlich. Für die deutsche Veröffentlichung im Jahr 2012 wurde erstmals eine deutschsprachige Synchronfassung des Films angefertigt.